# Wolf Like Me
Wolf Like Me est une série télévisée australienne, créée par Abe Forsythe (en), diffusée entre le 13 janvier 2022 et le 19 octobre 2023 sur Stan et Peacock.
En France, elle est diffusée sur Prime Video.

## Distribution

### Principaux
- Isla Fisher (VF : Dorothée Pousséo) : Mary
- Josh Gad (VF : Christophe Lemoine) : Gary
- Ariel Donoghue (VF : Victoire Pauwels) : Emma

### Récurrents
- Emma Lung (en) (VF : Céline Ronté) : Sarah
- Anthony Taufa (VF : Mathieu Buscatto) : Ray, le compagnon de Sarah
- Alan Dukes (VF : Jean-Loup Horwitz) : Trevor, le psychiatre d'Emma

### Invités
- Édgar Ramírez (VF : Anatole de Bodinat) : Anton
- Robin McLeavy (VF : Maïa Michaud) : Caroline
- Geoff Morrell (VF : Richard Leroussel) : Dr Peter Stenning
- Rachael Blake (VF : Anne Rondeleux) : l'inspecteur Kate Cross
- Nash Edgerton (VF : Jean Rieffel) : Jayden
- Robyn Nevin (VF : Laurence Guillermaz) : Gwen
- Jake Ryan (en) : Shane
- Emily Barclay (en) (VF : Laëtitia Godès) : Charlotte
- Catherine Văn-Davies (en) (VF : Daria Levannier) : Melanie

Version française dirigée par Nathalie Régnier au studio Dubbing Brothers, d'après une adaptation des dialogues de Caroline Vandjour, Laëtitia Gomis (saison 1), Barbara Liétaer et Nina Nevers (saison 2).
 Source et légende : version française (VF) sur RS Doublage et cartons du doublage français.

## Épisodes

### Saison 1 (2022)
Les épisodes, sans titres, sont numérotés de 1 à 6.

### Saison 2 (2023)
Les épisodes, sans titres, sont numérotés de 1 à 7.